# Denis Ciobotariu
Denis Ciobotariu (sinh ngày 10 tháng 6 năm 1998) là một cầu thủ bóng đá người România thi đấu ở vị trí hậu vệ cho Chindia Târgoviște, theo dạng cho mượn từ Dinamo București.
Anh là con trai của cựu cầu thủ bóng đá quốc gia România Liviu Ciobotariu.